# Teleidosaurus
Teleidosaurus is een geslacht van uitgestorven krokodilachtigen. Hij lijkt veel op een lid van de familie der Metriorhynchidae, maar vertoont nog veel kenmerken van de Teleosauridae zoals een lange snuit en poten. Hij was zeer nauw verwant aan Pelagosaurus waarvan ook gedacht wordt dat het de schakel tussen de Teleosauridae en de Metriorhynchidae is.  Het is nog steeds niet helemaal duidelijk of Teleidosaurus een teleosauriër of een metriorhynchide is. Hij wordt door sommigen als het meest basale lid van de Metriorhynchidae beschouwd. Teleidosaurus at waarschijnlijk vis. Hij leefde in het Midden-Jura in wat nu Europa is. Teleidosaurus moet niet verward worden met Teleosaurus, een andere mariene krokodilachtige van de familie der Teleosauridae.